# Мала Колибань
Мала́ Колиба́нь — село в Україні, у Хмельницькій міській громаді Хмельницького району Хмельницької області. Населення становить 77 осіб.

## Населення

### Мова
Розподіл населення за рідною мовою за даними перепису 2001 року:
| Мова       | Кількість | Відсоток |
| ---------- | --------- | -------- |
| українська | 76        | 98.7%    |
| російська  | 1         | 1.3%     |
| Усього     | 77        | 100%     |

## Галерея

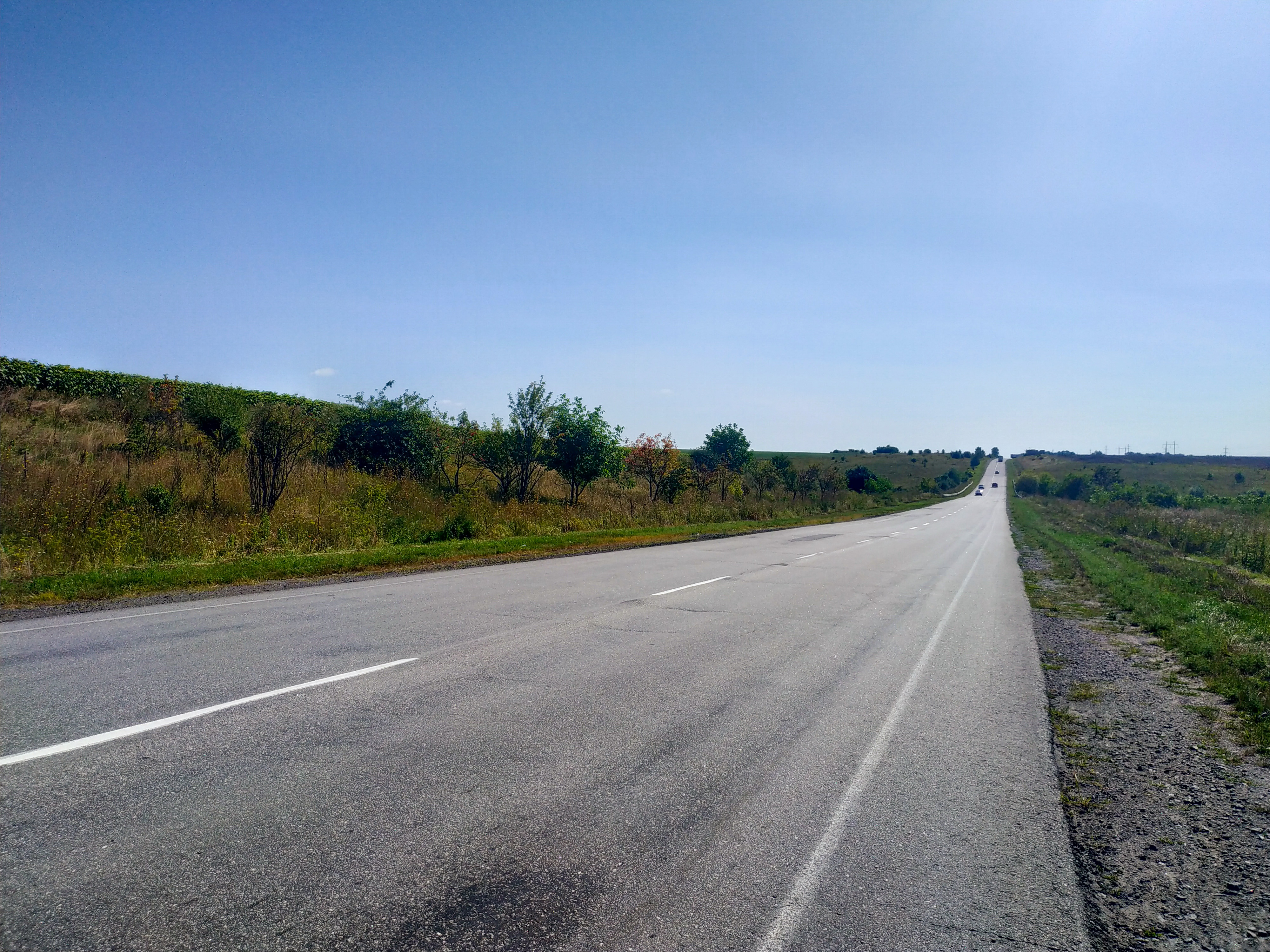
Об'їзна дорога поблизу села (2019 р.)
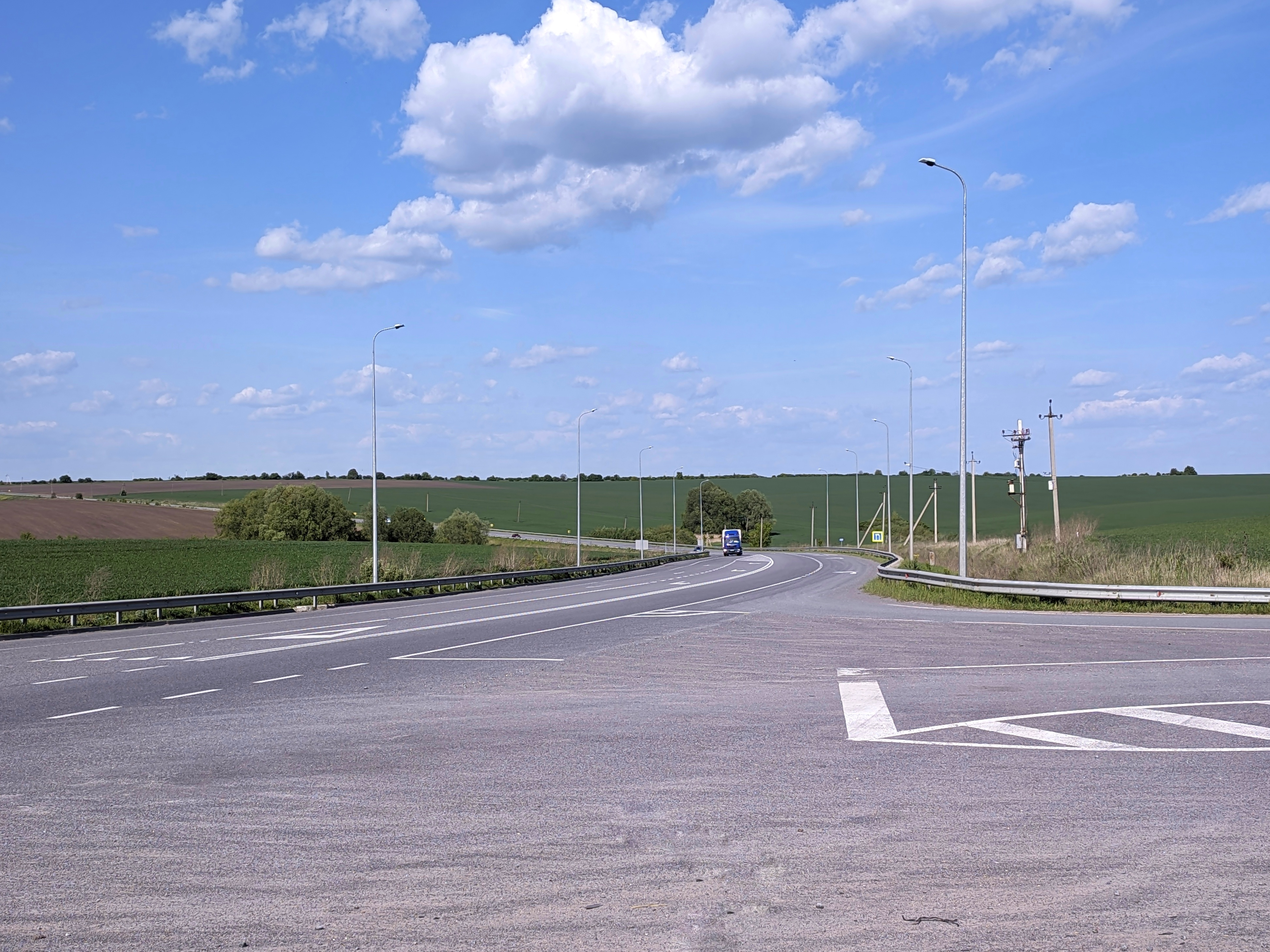
Об'їзна дорога поблизу села (2024 р.)
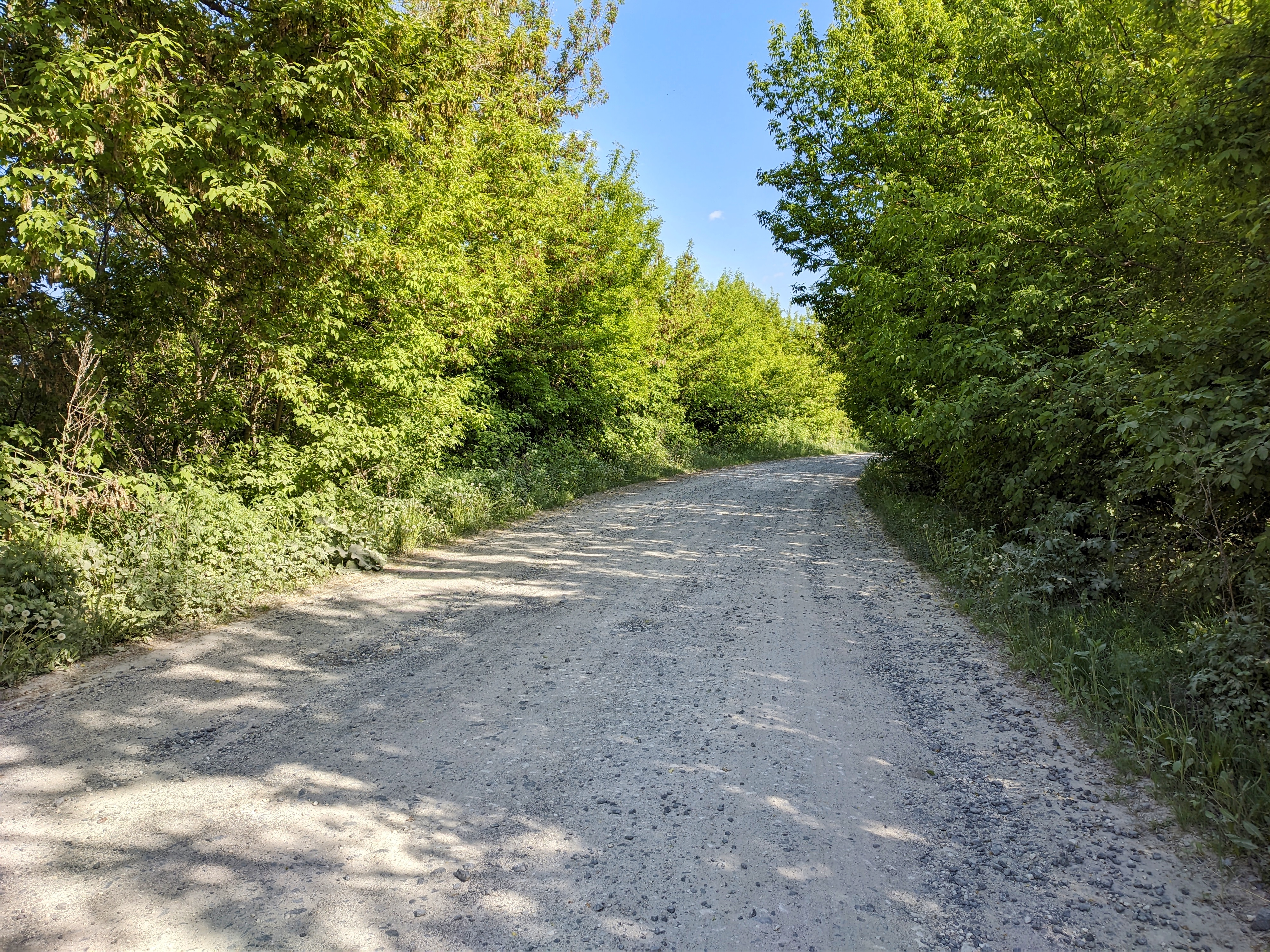
Дорога в село
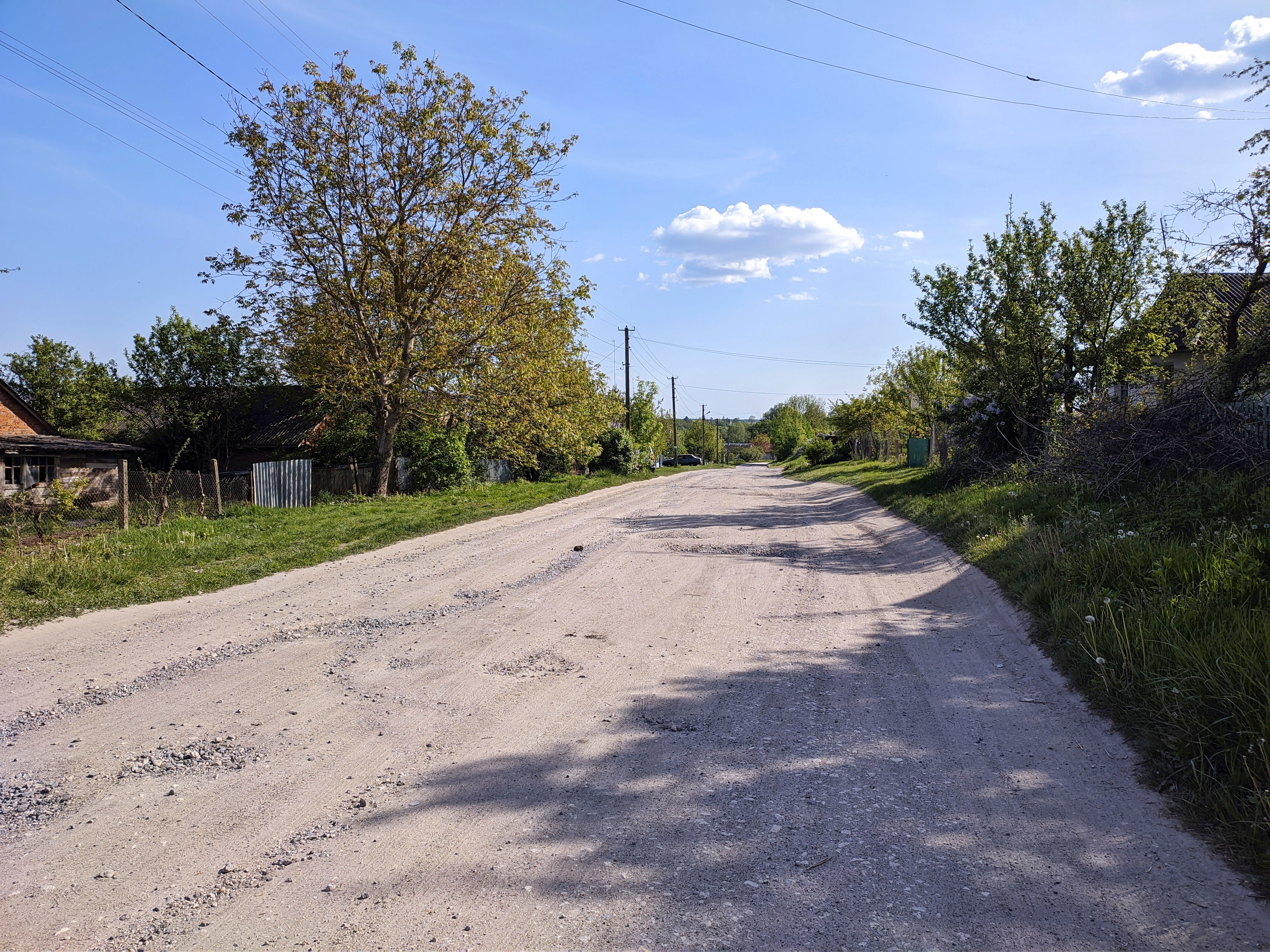
Центральна вулиця села